# Dengizich
Dengizich (viết là Δεγγιζίχ/Dengizikh trong tài liệu của Priscus; đánh vần thành Dikkiz trên một tấm bạc;? – mất năm 468 hoặc 469), là con trai của Attila và là thủ lĩnh của người Utigur (Onogur), mà ông đã dời ra khỏi Itil trên sông Volga vào thập niên 460 theo Zacharias Rhetor. Priscus còn nói rõ rằng vào năm 463 một đoàn sứ giả lai các tộc Saragur, Urog và Unogur đã đề nghị Byzantium kết thành đồng minh vốn đang bị người Avar đánh đuổi về hướng phía tây nhằm chinh phục Akatziroi ở khu vực miền Nam Ukraina giúp lập nên Vương quốc Krym của người Hung. Tên của ông còn có hình thái khác là Denzic (Marcellinus Comes, Chronicon s. a. 469) và Dantzic (Jordanes, Getica 272). Hình thái mà Priscus ghi lại có thể bao gồm danh hiệu "khôn ngoan", dành cho Dikkiz ükü được đổi thành Dikkizuk. Từ Dengizich có nghĩa là "biển nhỏ" trong tiếng Turkic cổ (*Däŋiziq mà *-iq là hậu tố giảm nhẹ nghĩa của từ).